# 丸大観光
丸大観光株式会社（まるだいかんこう）は、埼玉県入間市に本社を置く丸大グループのバス事業者。貸切バス・特定バス事業を営む。観光バスの運行、企業社員輸送、特別支援学校・学童輸送などを行う。貸切バスの営業区域は埼玉県・東京都・神奈川県全域。
1923年（大正12年）9月15日設立と、埼玉県内でも早期に創業した老舗バス事業者である。

## 事業所
- 本社：〒358-0022 埼玉県入間市扇町屋4丁目1番地35号[1]
- 本社営業所：〒358-0033 埼玉県入間市狭山台4丁目17番地6号[1]
- 東京営業所：〒190-1201 東京都西多摩郡瑞穂町二本木935-4[1]
- 相模原営業所：〒252-0245 神奈川県相模原市中央区田名塩田3丁目10-7[1]
- 飯能営業所：〒357-0046 埼玉県飯能市阿須891−8[1]
- 寒川営業所：〒253-0105 神奈川県高座郡寒川町岡田3520−2
- 横浜営業所：〒240-0045 神奈川県横浜市旭区西川島町129−1

## 車両
バス車両のメーカーは日野自動車製を主体とする。主力車種は日野・セレガ（2代目）。
大型観光バスは、赤・緑の車体に大きな丸のイラストが、中型・大型の観光バスは紫の車体に大きな丸のイラストが入った、オリジナルデザインの車両を使用する。
特定輸送車は、観光バスとは異なる独自のデザインになっている。

## 関連会社
丸大観光株式会社と以下の関連会社の合計4社で「丸大グループ」を形成する。
- 豊岡丸大タクシー有限会社（タクシー・ハイヤー）
- 丸大トラベルサービス株式会社（旅行業、保険代理店業）
- 株式会社豊岡大黒屋（コンサルタント業）